# Lilian Snelling
Pour les articles homonymes, voir Snelling.
Lilian Snelling, née le 8 juin 1879 à St. Mary Cray, dans le Kent, et morte le 12 octobre 1972 dans la même ville, est une botaniste et illustratrice botanique britannique. Elle est la principale illustratrice et lithographe du Curtis's Botanical Magazine de 1921 à 1952.

## Biographie

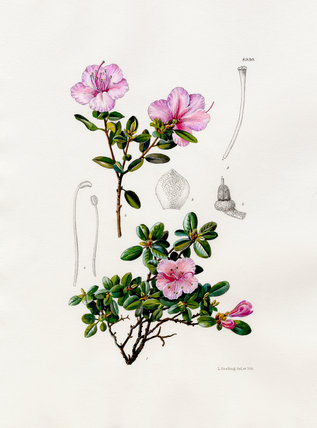
Dessin d'un rhododendron.

Lilian Snelling naît à Spring Hall, St. Mary Cray, fille de John Carnell Snelling, brasseur et de Margaret Elizabeth Colgalt. Elle est pensionnaire à Tunbridge Wells. En 1915-1916, Henry John Elwes lui demande de peindre des fleurs dans son domaine de Colesbourne Park, dans le Gloucestershire,,.
Lilian Snelling travaille au jardin botanique royal d'Édimbourg de 1916 à 1921, peignant des fleurs pour Isaac Bayley Balfour, curateur du jardin botanique et professeur de botanique à l'université d'Édimbourg.
En 1921, elle travaille pour le Curtis's Botanical Magazine, récemment acquis par la Royal Horticultural Society. Elle prend sa retraite en 1952, après avoir produit plus de 830 peintures et plaques. Le volume 169 du magazine Curtis lui est dédié. Elle meurt chez elle, à St Mary Cray, dans le Kent, le 12 octobre 1972.

## Hommages et distinctions
- 1954 : membre de l'Ordre de l'Empire britannique (MBE)[4]
- 1955 : médaille Victoria de l'honneur[2]
- En 1959, son travail est présenté à l'exposition du bicentenaire des jardins de Kew. Elle est honorée en compagnie de trois autres femmes, Stella Ross-Craig, Ann V. Webster et Margaret Stones[5].
- En 2007, le jardin botanique royal d’Édimbourg organise une exposition consacrée à son travail[6].